# جو هوران
جو هوران (بالإنجليزية: Joe Horan)‏ هو سائق سيارة سباق ومهندس أمريكي، ولد في 1881 في تروي في الولايات المتحدة، وتوفي في 19 فبراير 1961.

## روابط خارجية
- جو هوران على موقع DriverDB.com (الإنجليزية)